# Rabrovo
Rabrovo (Bulgaars: Раброво) is een dorp in het noordwesten van Bulgarije, niet ver van de Servische grens. Het dorp is gelegen in de gemeente Bojnitsa in oblast Vidin. Het dorp ligt ongeveer 25 km ten noordwesten van Vidin en 159 km ten noordwesten van Sofia.

## Bevolking
Op 31 december 2020 telde het dorp Rabrovo 268 inwoners. Het aantal inwoners vertoont al vele jaren een dalende trend: in 1934 had het dorp nog 2.450 inwoners.
In het dorp wonen nagenoeg uitsluitend etnische Bulgaren. In de optionele volkstelling van 2011 identificeerden 258 van de 280 ondervraagden zichzelf als etnische Bulgaren, oftewel 92%.
| Etnische samenstelling van de respondenten (2011) | Etnische samenstelling van de respondenten (2011) | Etnische samenstelling van de respondenten (2011) | Etnische samenstelling van de respondenten (2011) | Etnische samenstelling van de respondenten (2011) |
| ------------------------------------------------- | ------------------------------------------------- | ------------------------------------------------- | ------------------------------------------------- | ------------------------------------------------- |
|                                                   |                                                   |                                                   |                                                   |                                                   |
| Bulgaren                                          | Bulgaren                                          |                                                   | 92,1%                                             | 92,1%                                             |
| Turken                                            | Turken                                            |                                                   | 0,0%                                              | 0,0%                                              |
| Roma                                              | Roma                                              |                                                   | 0,0%                                              | 0,0%                                              |
| Anders/Onbekend                                   | Anders/Onbekend                                   |                                                   | 7,9%                                              | 7,9%                                              |